# Briolette van India
De Briolette van India is een druppelvormige diamant van 90,38 karaat. De briolette is wit van kleur en uiterst helder. De steen valt in de hoogste categorie van helderheid, namelijk D. Het is mogelijk de oudst bekende diamant op de wereld, hoewel dit sinds de jaren 1950 betwist wordt. 

## Met zekerheid navolgbare geschiedenis

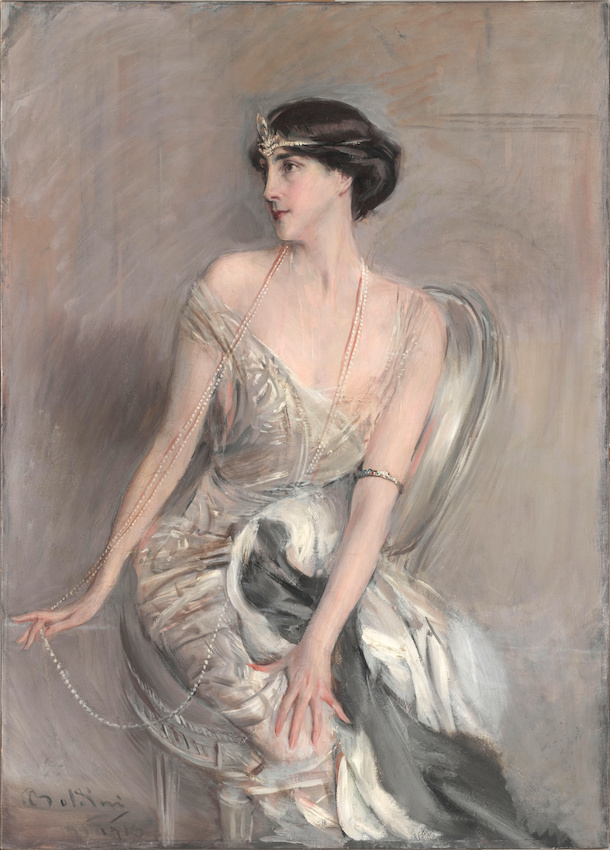
Florence Blumenthal met de betwiste tiara.

In 1909 kocht Cartier de briolette via Atamik Eknayan, een bekende diamantair. Mogelijk heeft Eknayan hem ook in de huidige vorm geslepen. Cartier bevestigde de diamant aan een hanger met een parel. De diamant werd verkocht aan George Blumenthal en zijn vrouw Florence Blumenthal. Het verhaal gaat dat Florance poseerde met de diamant bevestigd op een tiara op nevenstaand schilderij van Giovanni Boldini. Dit is echter onmogelijk, omdat zij de diamant pas aankochten in 1911 en dit schilderij gedateerd is op 1896.
Harry Winston kocht in 1946 de diamant en verkocht deze door aan een Majaradja uit India. Toen deze eigenaar stierf, kocht Winston de briolette weer terug, waarna hij hem doorverkocht aan de Canadese Dorothy Killam. Killam stierf, waarna Winston de Briolette van India wederom terugkocht en doorverkocht aan Heidi Horten in 1971. Voor Winston de steen verkocht, gaf hij in 1967 toestemming om Penelope Tree, een Brits model, met de briolette voor Vogue fotograferen. Richard Avedon was de fotograaf.
Heidi Horten stierf in 2022, waarna haar sieradencollectie door Christie's geveild werd. De Briolette van India werd geschat op een waarde van tussen de 9 en 12 miljoen Zwitserse frank. De verkoopprijs was echter aanzienlijk lager met  6,337,000 Zwitserse frank. De huidige eigenaar is niet bekend.

## Onzekere geschiedenis
Er wordt wel beweerd dat de briolette de oudste diamant van de wereld is. Eleonora van Aquitanië zou de diamant al in de 12e eeuw in bezit hebben gehad. De diamant zou zijn gedolven in India, wat de naam verklaart. Er zijn zelfs bronnen die inschatten dat de diamant al voor de Middeleeuwen werd opgegraven en eerst de ronde deed bij heersers in India. Eleanora zou de briolette aan haar zoon Richard Leeuwenhart hebben nagelaten, die hem meenam tijdens de Derde Kruistocht. Hier zou de diamant gebruikt zijn om losgeld te betalen. Hij duikt drie eeuwen later weer op bij Diana van Poitiers, de minnares van Hendrik II van Frankrijk. Na zijn dood zou Diana de diamant hebben moeten afstaan aan Catharina de' Medici, de koning en echtgenote van de overleden koning. Daarna zou de steen pas weer opduiken bij Cartier.
Het lijkt er op dat dit alles echter vooral een mooi verhaal is. Onderzoek in de jaren 1950 toonde aan dat de Briolette van India waarschijnlijk in een Zuid-Afrikaanse mijn opgegraven is. De mijnen in Zuid-Afrika zijn echter pas sinds eind 19e eeuw in bedrijf. Het lijkt dan ook meer voor de hand liggend dat de geschiedenis van de diamant eind 19e, begin 20ste eeuw pas aanving.